# Мауріс Руа
Мауріс Руа (ісп. Maurice Ruah; нар. 19 лютого 1971) — колишній венесуельський тенісист.
Найвищу одиночну позицію світового рейтингу — 90 місце досяг 2 травня 1994, парну — 82 місце — 12 вересня 1994 року.
Здобув 1 парний титул.
Найвищим досягненням на турнірах Великого шолома було 2 коло в одиночному та парному розрядах.

## Парний розряд титули
| Легенда (одиночний розряд) |
| Великий шлем (0)           |
| Tennis Masters Cup (0)     |
| Серія Мастерс ATP (0)      |
| Тур ATP (1)                |
| Челленджери (15)           |

| Ранг | Дата | Турнір                         | Покриття  | Партнер          | Суперники                           | Рахунок       |
| 1.   | 1991 | Фюрт, Німеччина                | Ґрунт     | Маркос Горріс    | Джеймі Морґан Сендон Столл          | 6–2, 6–4      |
| 2.   | 1992 | Рібейран-Прету, Бразилія       | Ґрунт     | Крістер Аллгард  | Лен Бейл Брендан Каррі              | 2–6, 7–5, 6–4 |
| 3.   | 1992 | Гуаружа, Бразилія              | Тверде    | Маріо Табарес    | Даніло Марселіно Фернандо Мелігені  | W/O           |
| 4.   | 1992 | Бузіус, Бразилія               | Тверде    | Маріо Табарес    | Марк Кейл Том Мерсер                | 7–6, 6–7, 6–4 |
| 5.   | 1993 | Гоенбрунн, Німеччина           | Ґрунт (i) | Маріо Табарес    | Сандер Гройн Арне Томс              | 6–3, 6–3      |
| 6.   | 1993 | Каракас-3, Венесуела           | Тверде    | Лоренс Тілеман   | Марк Ноулз (тенісист) Алекс О'Браєн | 5–7, 6–4, 7–6 |
| 7.   | 1994 | Тайбей, Республіка Китай       | Тверде    | Деніел Нестор    | Сендон Столл Майкл Теббутт          | 6–2, 6–0      |
| 8.   | 1994 | Гвадалахара (Мексика), Мексика | Ґрунт     | Хуан Гарат       | Келлі Джонс Девід Пейт              | 6–2, 6–2      |
| 9.   | 1996 | Андижан, Узбекистан            | Тверде    | Джефф Грант      | Магеш Бгупаті Леандер Паес          | 6–4, 6–3      |
| 10.  | 1996 | Белу-Оризонті, Бразилія        | Тверде    | Леонардо Лаваль  | Луїс Еррера Габріель Тріфу          | 5–7, 6–4, 6–4 |
| 11.  | 1996 | Пуебла (штат), Мексика         | Тверде    | Леонардо Лаваль  | Білл Беренс Стів Кемпбелл           | 7–5, 6–2      |
| 12.  | 1997 | Ольбія, Італія                 | Тверде    | Джефф Грант      | Мозе Наварра Стефано Пескосолідо    | 3–6, 6–4, 7–5 |
| 13.  | 1997 | Пуебла (штат), Мексика         | Тверде    | Тамер Ель-Саві   | Массімо Ардінгі Вінченцо Сантопадре | 7–6, 7–5      |
| 14.  | 1997 | Ixtapa, Мексика                | Тверде    | Кріс Гаггард     | Бернардо Мартінес Рогір Вассен      | 6–4, 7–6      |
| 15.  | 1998 | Каракас, Венесуела             | Тверде    | Джефф Грант      | Мотомура Гоїті Андре Са             | 4–6, 6–1, 6–2 |
| 16.  | 1999 | Вольфсбург, Німеччина          | Килим     | Адріану Феррейра | Карстен Браш Дірк Діер              | W/O           |